# آندریاس توم
آندریاس توم (به آلمانی: Andreas Thom) بازیکن فوتبال و مهاجم اهل آلمان است که از سال ۱۹۹۰ میلادی عضو تیم ملی فوتبال آلمان بوده‌است. وی در ۱۰ بازی ملی حضور داشته است و آخرین بازی ملی خود را در سال ۱۹۹۴ میلادی انجام داد. آندریاس توم در بازی‌های ملی‌اش ۲ گل به ثمر رساند.